# Juan Ponce de León
Juan Ponce de León (8. dubna 1460 Španělsko – červenec 1521 Havana, Kuba) byl španělský conquistador, objevitel Floridy a Bahamských ostrovů. Celý svůj život zasvětil hledání elixíru mládí, jeho hledání se stalo symbolem nemožného snu.

## Objevitelské cesty
V roce 1493 doprovázel Kryštofa Kolumba na jeho druhé plavbě do Ameriky. Později se usadil jako kolonista na Hispaniole dnes Haiti, odtud si v letech 1508–1511 podmanil Portoriko, kde objevil výskyt zlata a stal se zde guvernérem. V roce 1512 se vydal na výzkumnou plavbu, aby nalezl legendární zemi Bimini s prameny věčného mládí. Jeho lodivodem byl Antón de Alaminos. Při plavbě objevil několik Bahamských ostrovů a rovněž Floridu, kterou nazval podle Květné neděle Pascua Florida. Prozkoumal východní pobřeží a také část západního pobřeží, pokládal ji však za ostrov. V roce 1520 byl jmenován jejím guvernérem a tam se také při pokusu o zřízení španělské kolonie dostal do boje s Indiány, byl raněn a nucen ustoupit na Kubu, kde krátce nato zemřel. Příčinou jeho smrti byl jed, kterým byl napuštěný šíp, který ho zranil. Místní obyvatelé totiž šípy máčeli do mízy stromu mancinela, která je prudce jedovatá.V jeho pokusech o kolonizaci pokračoval Pánfilo de Narváez.

## Odraz v kultuře

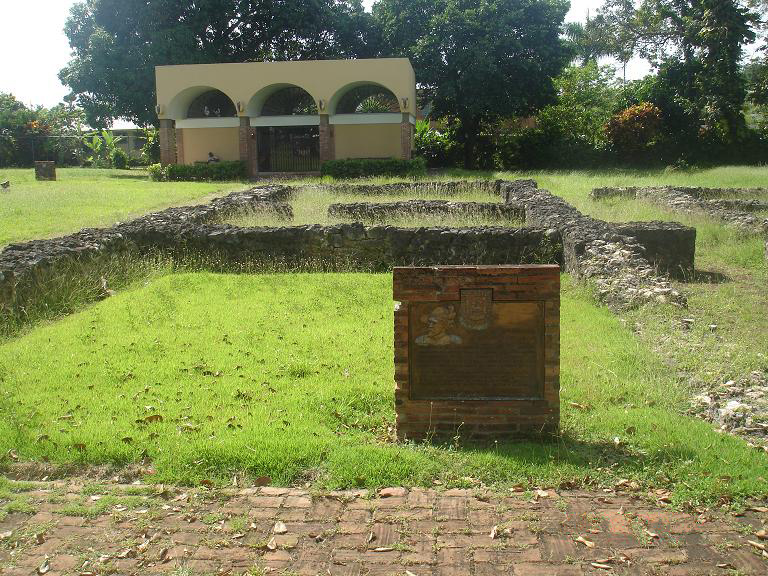
Základy domu Juana Ponce de Leóna s pamětní deskou v Caparra v Portoriku.

Poetickou charakteristiku Ponce de Leóna napsal Heinrich Heine ve známe básni „Bimini“.
Jeho postavou a objevitelským snem se nechali inspirovat tvůrci a scenáristé filmu Piráti z Karibiku: Na vlnách podivna. Hrdinové filmu hledají v jeho lodi dva stříbrné kalichy, které se měly použít u pramenů věčného mládí.